# コリスミ酸
コリスミ酸（コリスミさん、chorismic acid）は、植物の代謝過程の中間体として存在する重要な物質の一つ。シキミ酸経路上でシキミ酸から3ステップの反応により生成し、経路の分岐点となっている。フェニルアラニン、チロシンなどの芳香族アミノ酸やトリプトファンなどのインドール化合物、植物ホルモンのサリチル酸や多くのアルカロイドなど、様々な生体物質の原料となる。

## 合成経路
シキミ酸→3-ホスホシキミ酸→3-ホスホ5-エノイルピルビルシキミ酸→コリスミ酸